# 佐藤義美
佐藤 義美（さとう よしみ、男性、1905年1月20日 - 1968年12月16日）は、大分県竹田市出身の童謡作詞家、童話作家、詩人。代表曲に『犬のおまわりさん』など。ひらがな表記のさとう・よしみ名義の作品も存在する。

## 概要
代表作の『犬のおまわりさん』は、2007年（平成19年）に日本の歌百選に選出されている。他に童謡の代表的な作品に、『グッドバイ』、『月の中』、『ともだちシンフォニー』、『おすもうくまちゃん』、『アイスクリームのうた』などがある。
また、童話集『あるいた雪だるま』は1954年（昭和29年）に第1回産経児童出版文化賞を、『佐藤義美全集』（全6巻）は1975年（昭和50年）に第5回赤い鳥文学賞を受賞している。
東京府立第三商業学校教員時代の教え子に後に「荒地」の詩人となる北村太郎や田村隆一がいた。

## 略歴
- 1905年（明治38年）1月20日 - 大分県直入郡岡本村（現竹田市）に生まれる。
- 1912年（大正元年）[元号要検証] - 鹿児島師範学校附属小学校入学。
- 1919年（大正8年） - 大分県立竹田中学校入学。
- 1920年（大正9年） - 父の転勤に伴い、横浜に転居。神奈川県立横浜第二中学校に編入。
- 1924年（大正13年） - 父の転勤に伴い、東京に転居。雑誌『赤い鳥』、『童話』、『金の星』に童謡の投稿を始める。
- 1925年（大正14年） - 第二早稲田高等学院入学。一年後輩の石川達三、新庄嘉章、金子みすゞ、島田忠らと同人雑誌『曼珠沙華』を創刊。
- 1928年（昭和3年） - 『赤い鳥』に童謡『月の中』を発表。
- 1930年（昭和5年） - 早稲田大学文学部国文科卒業。同大学大学院に入学。
- 1932年（昭和7年） - 早稲田大学大学院修了。東京府立第三商業学校で国語を教える。童謡集『雀の木」刊行。
- 1937年（昭和12年） - 雑誌『お話の木』創刊号に最初の童話『春風』、『月とすっぽん』を発表。
- 1946年（昭和21年） - 日本児童文学者協会創立委員となる。
- 1947年（昭和22年） - 柴野民三、奈街三郎、加賀山敬二らと雑誌『こどもペン』を創刊。
- 1950年（昭和25年） - 毎日小学生新聞に長編童話『ぼくとさる』を連載。
- 1952年（昭和27年） - 詩『木をうえましょう』が小学館賞候補となるが受賞辞退。
- 1954年（昭和29年） - 童話集『あるいた雪だるま』により、第1回産経児童出版文化賞受賞。
- 1956年（昭和31年） - 童話集『くじらつり』刊行。
- 1960年（昭和35年） - 童謡集『佐藤義美童謡集』刊行。『犬のおまわりさん』発表。
- 1962年（昭和37年） - 交通事故で入院。
- 1963年（昭和38年） - 童謡集『今のこどものうた』刊行。
- 1965年（昭和40年） - 童話集『王さまの子どもになってあげる』刊行。
- 1968年（昭和43年） - 死去。墓所は多磨霊園(18-1-12)。

## 著書
- 『存在 佐藤義美詩集』高原書店, 1934
- 『ドウブツノウタ』安泰 畫. 二葉書房, 1942
- 『ライオントタイハウ』教養社, 1942
- 『ジャングル』北川民次 畫. 帝國教育會出版部, 1942
- 『ボクノウタ』中尾彰, 佐藤長生 畫. 國華堂日童社, 1943
- 『ポツン島タンケン』佐藤長生 絵. 白鳩社, 1943
- 『ノリモノ』木俣武 畫. 精華堂出版部, 1944
- 『てつのかいだん 童話集』傅育出版社, 1947
- 『サルノクニ 幼年童話絵本』川上四郎(絵). 二葉書房, 1947
- 『さるの三ちゃん』脇田和(絵). 国民図書刊行会, 1947
- 『くまの子』茂田井武(絵). コドモノマド社, 1947
- 『マッカーサー元帥』奈街三郎共著, 吉沢簾三郎(絵), 耳野卯三郎(絵). フレーベル館, 1947
- 『ボクトキミ 太陽と草の本 佐藤義美童謡集』日本書院, 1947
- 『五しきの玉』中村幸子(絵). フレーベル館, 1948
- 『空とぶかばん 外国絵童話』茂田井武 絵. PHP出版社, 1948
- 『どうぶつえんからにげたさる』大沢昌助 絵. 講談社, 1948
- 『きつつきのくる家』啓明出版社, 1948
- 『ぞうとさるのてがみ (幼年童話集)』脇田和 絵. 国民図書刊行会, 1948
- 『少年の島』 (こどもかい文庫) 三田康 絵. 桜井書店, 1948
- 『うみにどぶん 初級童話』実業之日本社, 1949
- 『まいごのせんちょう』三田康 え. 小峰書店, 1949
- 『おさるのでんしゃ』脇田和 絵. 東西社, 1949
- 『ぼくとさる (新長篇童話文庫) 脇田和 絵. 養徳社, 1950
- 『詩とくほん 小学生・詩の作り方』編. 河出書房, 1951
- 『三年の社会科童話 テスト付学年別』大沢昌助 絵. 実業之日本社, 1951
- 『新日本童謡集』 (日本童謡絵文庫 編, 中尾彰 絵. あかね書房, 1952
- 『あるいた雪だるま』やすたい 絵. 泰光堂, 1954
- 『ベートーベン』 (小学生伝記文庫)西村保史郎絵. あかね書房, 1954
- 『どうようものがたり (お話博物館 1年生) 駒宮録郎絵. 実業之日本社, 1956
- 『くじらつり』 (ひらがなぶんこ 富永秀夫絵. 泰光堂, 1956
- 『人かいぶね・ちゃぶだい山』 (雨の日文庫 池田仙三郎絵. 麦書房, 1958
- 『ベビーちゃん』松本かつぢ絵. 小学館, 1958
- 『エジソン』 (ひらかな徳育文庫 松井行正絵. 泰光堂, 1959
- 『たろうざる (雨の日文庫 さとうよしみ 著, すずきけんじ 絵. 麦書房, 1959
- 『佐藤義美童謡集』脇田和 絵. さ・え・ら書房, 1960
- 『日本イソップ 1～3年生』編, 馬場のぼる等絵. 小峰書店, 1961
- 『じぞうさんとたからもの (おはなし文庫 山下大五郎 絵. ポプラ社, 1961
- 『ワシントン』 (おはなし文庫 さわいいちさぶろう 絵. ポプラ社, 1962
- 『ぷーくまうーくま』久保雅勇 絵. ポプラ社, 1963
- 『ぷーくまはなぜ 自主性のある子にする童話』 (よい性格をつくる童話シリーズ さとうよしみ 著, 北田卓史 絵. 実業之日本社, 1963
- 『王さまの子どもになってあげる』さとうよしみ著, 杉全直 絵. 実業之日本社, 1965
- 『しろくまさよなら (ひらかな童話集) 大古剋巳 絵. 金の星社, 1965
- 『ぞうのバイちゃん (創作幼年童話)さとうよしみ 著, 富永秀夫 絵. 小峰書店, 1962
- 『ぷーくまさようなら』(創作幼年絵童話) 北田卓史 絵. 実業之日本社, 1968
- 『ぶらんこのり (トッパンのおはなしえほん 丸木俊 絵. フレーベル館, 1970
- 『佐藤義美全集』佐藤義美全集刊行会, 1973-1974
- 『いぬのおまわりさん』司修 絵. 国土社, 1975
- 『百まんにんの雪にんぎょう』(少年少女こころの図書館) 高畠純 絵. 新学社, 1987
- 『ちいさいちいさいひこうき (チャイルド絵本館. 日本の名作) 北田卓史 絵, チャイルド本社, 1988
- 『ともだちシンフォニー 佐藤義美童謡集』JULA出版局, 1990
- 『雀の木 佐藤義美童謠集 (叢書日本の童謡) 大空社, 1997
- 『佐藤義美の詩によるこどものうた50曲集』音楽之友社, 1998

### 再話
- ホーソン 原作『金のりんご (小学生文庫 上田次郎 絵. 小峰書店, 1951)
- ソーンダイク『ハニーちゃんの名たんてい』(現代児童名作全集 斎藤博之 絵. 講談社, 1957)
- ルナール 作『にんじん物語 (世界名作童話全集 編著, 新井五郎 絵. ポプラ社, 1963)
- ビルドラック 作『ライオンのめがね (世界名作童話全集 編著, 矢車涼 絵. ポプラ社, 1964)
- 『世界の名作どうわ』(世界のどうわ ; 15 遠藤てるよ 絵,偕成社, 1964)[1]
- ケストナー原作『どうぶつかいぎ』(若菜珪 絵. 世界出版社, 1968)